# دارکاس (ویرجینیای غربی)
دارکاس (به انگلیسی: Dorcas) یک منطقهٔ مسکونی در ایالات متحده آمریکا است که در شهرستان گرنت، ویرجینیای غربی واقع شده‌است.